# (181241) Dipasquale
(181241) Dipasquale est un astéroïde de la ceinture principale.

## Description
(181241) Dipasquale est un astéroïde de la ceinture principale. Il fut découvert le 28 octobre 2005 à Vallemare Borbona par Vincenzo Silvano Casulli. Il présente une orbite caractérisée par un demi-grand axe de 3,18 UA, une excentricité de 0,02 et une inclinaison de 10,3° par rapport à l'écliptique.

## Compléments